# بطولة الأمم الست للسيدات 2018
بطولة الأمم الست للسيدات 2018 (بالفرنسية: Tournoi des Six Nations féminin 2018)‏ هو الموسم 23 من  بطولة الأمم الست للسيدات. أقيم خلال الفترة 2 فبراير 2018 وحتى 17 مارس 2018، وفاز فيه منتخب فرنسا الوطني لاتحاد الرغبي للسيدات.